# یواس‌اس کراکت (پی‌جی-۸۸)
یواس‌اس کراکت (پی‌جی-۸۸) (به انگلیسی: USS Crockett (PG-88)) یک کشتی بود که طول آن ۱۶۴ فوت ۶ اینچ (۵۰٫۱۴ متر) بود. این کشتی در سال ۱۹۶۶ ساخته شد.